# Cailloma rotunda
Cailloma rotunda är en nattsländeart som beskrevs av Oliver S. Flint Jr. 1967. Cailloma rotunda ingår i släktet Cailloma och familjen Hydrobiosidae. Inga underarter finns listade i Catalogue of Life.

## Bildgalleri

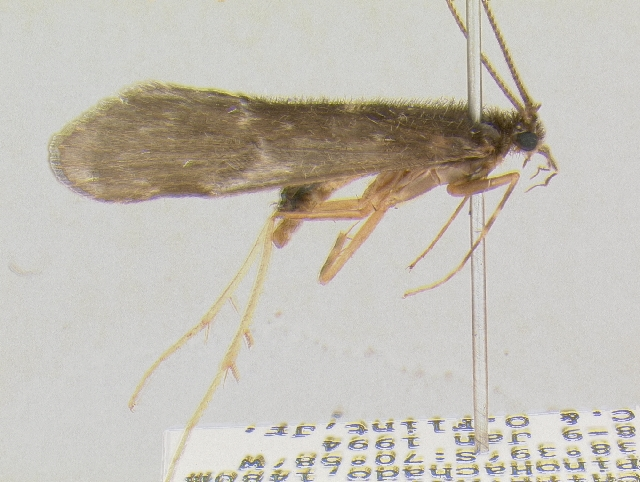